# Myrmoteras danieli
Myrmoteras danieli är en myrart som beskrevs av Agosti 1992. Myrmoteras danieli ingår i släktet Myrmoteras och familjen myror. Inga underarter finns listade i Catalogue of Life.